# بالدوين (نيويورك)
بالدوين (بالإنجليزية: Baldwin)‏ هي قرية غير مضمنة في ولاية نيويورك الأمريكية.
يبلغ عدد سكانها حسب تعداد سنة 2000: 23,455 نسمة. ويبلغ عددهم حسب تقدير 2007 حوالي:23,600 نسمة.

## أعلام
- روبرت إيرل
- بوب شيبارد
- جوناثان ديم
- شون كوبر
- ميغ كرانستون
- هربرت ديوتش